# Marco Delvecchio
Marco Delvecchio, född 7 april 1973, är en italiensk före detta fotbollsspelare. Han tillbringade en stor del av sin karriär, mellan 1995 och 2005, i AS Roma. Mellan 1998 och 2004 gjorde han även 22 landskamper för Italien och deltog bland annat i EM 2000 och VM 2002.